# نورفک (ماساچوست)
نورفک(به انگلیسی: Norfolk) شهرکی در شهرستان نورفک ایالت ماساچوست می‌باشد که در سال ۱۸۷۰ بنیان‌گذاری شده‌است. این شهرک در سرشماری سال ۲۰۱۰ میلادی، ۱۱٬۲۲۷ نفر جمعیت داشته‌است.